# Smeringopus natalensis
Smeringopus natalensis là một loài nhện trong họ Pholcidae. Loài này được phát hiện ở Vườn Quốc gia Kruger của Nam Phi Từ Năm 2016.